# NHL Plus/Minus Award
El NHL Plus-Minus Award es entregado cada año al jugador de la NHL que lidera la liga en la categoría estadística de "más/menos". 
El premio fue entregado por primera vez en la temporada 1982-83 como "Emery Edge Plus-Minus Award" y es patrocinado por marcas comerciales. Ha tenido muchos patrocinadores a lo largo de su historia y ahora se denomina "Alka-Seltzer Plus-Minus Award".

## Ganadores del Trofeo "Plus/Minus"
- 2012-13 - Pascal Dupuis, Pittsburgh Penguins
- 2011-12 - Patrice Bergeron, Boston Bruins
- 2010-11 - Zdeno Chara, Boston Bruins
- 2009-10 - Jeff Schultz, Washington Capitals
- 2008-09 - David Krejci, Boston Bruins
- 2007-08 - Pavel Datsyuk, Detroit Red Wings
- 2006-07 - Thomas Vanek, Buffalo Sabres
- 2005-06 - Wade Redden, Ottawa Senators y Michal Rozsival, New York Rangers
- 2004-05 - Vacante por huelga de jugadores
- 2003-04 - Martin St. Louis, Tampa Bay Lightning y Marek Malik, Vancouver Canucks
- 2002-03 - Peter Forsberg y Milan Hejduk, Colorado Avalanche
- 2001-02 - Chris Chelios, Detroit Red Wings
- 2000-01 - Joe Sakic, Colorado Avalanche y Patrik Elias, New Jersey Devils
- 1999-00 - Chris Pronger, St. Louis Blues
- 1998-99 - John LeClair, Philadelphia Flyers
- 1997-98 - Chris Pronger, St. Louis Blues
- 1996-97 - John LeClair, Philadelphia Flyers
- 1995-96 - Vladimir Konstantinov, Detroit Red Wings
- 1994-95 - Ron Francis, Pittsburgh Penguins
- 1993-94 - Scott Stevens, New Jersey Devils
- 1992-93 - Mario Lemieux, Pittsburgh Penguins
- 1991-92 - Paul Ysebaert, Detroit Red Wings
- 1990-91 - Marty McSorley, Los Angeles Kings, y Theo Fleury, Calgary Flames
- 1989-90 - Paul Cavallini, St. Louis Blues
- 1988-89 - Joe Mullen, Calgary Flames
- 1987-88 - Brad McCrimmon, Calgary Flames
- 1986-87 - Wayne Gretzky, Edmonton Oilers
- 1985-86 - Mark Howe, Philadelphia Flyers
- 1984-85 - Wayne Gretzky, Edmonton Oilers
- 1983-84 - Wayne Gretzky, Edmonton Oilers
- 1982-83 - Charlie Huddy, Edmonton Oilers

## Líderes de la estadística "Más/Menos" (antes de instaurarse el trofeo)
- 1981-82 - Wayne Gretzky, Edmonton Oilers
- 1980-81 - Brian Engblom, Montreal Canadiens
- 1979-80 - Jim Schoenfeld, Buffalo Sabres, y Jim Watson, Philadelphia Flyers
- 1978-79 - Bryan Trottier, New York Islanders
- 1977-78 - Guy Lafleur, Montreal Canadiens
- 1976-77 - Larry Robinson, Montreal Canadiens
- 1975-76 - Bobby Clarke, Philadelphia Flyers
- 1974-75- Bobby Orr, Boston Bruins
- 1973-74 - Bobby Orr, Boston Bruins
- 1972-73 - Jacques Laperriere, Montreal Canadiens
- 1971-72 - Bobby Orr, Boston Bruins
- 1970-71 - Bobby Orr, Boston Bruins
- 1969-70 - Bobby Orr, Boston Bruins
- 1968-69 - Bobby Orr, Boston Bruins
- 1967-68 - Dallas Smith, Boston Bruins